# Южный Дублин
Южный Дублин (англ. South Dublin; ирл. Áth Cliath Theas) — административное графство на востоке Ирландии. Входит в состав традиционного графства Дублин в провинции Ленстер на территории Республики Ирландии. Столица и крупнейший город — Таллахт. Население 239 тыс. человек (2002).

## География
Уездный город — Таллахт. Другими важными центрами населения являются Лукан и Клондалкин. Большая часть графства сильно урбанизирована, но небольшие сельские поселения существуют в южной и западной частях графства. В Южной Дублине было население 246 935 человек по данным переписи 2006. Геральдический гребень для Южного Дублина гласит: «Это мы держим в доверии» на английском и ирландском языках, включая элементы, относящиеся к истории, географии и современной инфраструктуре этого района.
Южный Дублин имеет площадь территории 223 км². Он ограничен Дублин-Сити (15 км к северо-востоку), рекой Лиффи (отделяет её от Фингала на север), Дун-Лаогайр-Ратхауд (на восток), графство Килдэр (на западе) и его холмы, примыкающие к Горы округа Уиклоу на юге.

### Города и деревни
Несколько городских районов в Южном Дублинском уезде также традиционно являются пригородами города Дублин. В целях планирования и управления Совет графства определяет статус городов, деревень и пригородов в трех уровнях: городском, районном центре и местном центре. В текущем плане развития города и районные центры перечислены как:
- Таллахт, уездное место и место проведения Торгового центра «Квадрат», которое было открыто в октябре 1990 года
- Клондалкин («для облегчения и развития как центра города … включая развитие на севере»)
- Лукан (с заметками в Центре долины Лиффи и развивающимся районом Адамстауна — будущим «районным центром») и заявленной целью избегать объединения Лукана с Лейкслипом)
- И с предложением разработать центр города вокруг Центра долины Лиффи в Кварривеле

В то время как более локальные центры отмечены в трех группах:
- пригород города, включая, по крайней мере, Ратфарнхам, Пальмерстаун, Храморег, Нокклион и Гринхейлз
- такие деревни, как Раткоул, Ньюкасл (-Лионс) и Саггарт
- новые районы, некоторые в более крупных, более старых областях — в том числе такие, как Килнаманах, Балловен, Финнстаун и в развитии Адамстаун.

### Жилые районы
- Адамстаун
- Баллибоден
- Баллироун
- Клондалкин
- Эдмонстаун
- Фёрхаус
- Зеленые холмы
- Джобстаун
- Ноклайн
- Лукан
- Ньюкасл
- Палмерстаун
- Ратфарнем
- Рокбрук
- Романстаун
- Саггарт
- Таллахт
- Темплоуг

## Юридический статус и терминология
В 2015 году Южный Дублин стал частью Восточного и Мидлендского регионов.
Местное самоуправление в регионе далее регулируется Законом о местном самоуправлении 1994 года. Это предусматривало юридическое учреждение следующих административных районов местного самоуправления:
- Дун Лаогхайр-Ратхаун
- Фингал
- Южный Дублин

А также признал существующую область Дублинской корпорации, наделенную её полномочиями в переименованном юридическом лице — Дублинском городском совете. Установленный законом акт, вступающий в силу этого закона, вступил в силу 1 января 1994 года. В документе также предусматривалось упразднение Совета графства Дублин — лица, которое, несомненно, несёт ответственность за Дун Лаогхайр-Ратхаун, Фингал и Южный Дублин. Эти четыре субъекта в совокупности составляют бывшее существо, известное как графство Дублин. Это подразделение, которое было создано во время вторжения норманнов в Ирландию, было отменено в соответствии с Актами.
Южный Дублин был основан на существующем избирательном подразделении, Белгард, границы которого были завершены только в 1993 году, для размещения автомагистрали M50, а затем использовались, когда в 1994 году он был создан административным округом (Дун Лаогхайр-Ратхаун и Фингал Границы и названия были установлены в 1985 году). Название Белгарда имело историческую связь с этим районом, являясь обозначением одной из пограничных крепостей Пале, которая существовала в этой области. Это было изменено, однако, из-за того, что название Белгард могло создать ассоциации с областями современного развития в Таллагте, которые теперь также используют это название. Различные органы государственного использования альтернативных подразделений Дублинского региона по административным причинам, например Почтовые индексы Дублина.

## Местное самоуправление и политика
Совет округа Южный Дублин является местным органом власти округа. В то же время было установлено, что Дублинский уездный совет и Корпорация Дун Лаогэр были отменены в 1994 году в соответствии с Законом об Ойретах, законом о местном самоуправлении (Дублин) 1993 года. Это один из четырёх советов в области Дублин. Графство разделено на пять местных избирательных участков для выборов: Клондалкин (6 советников), Лукан (5 советников), Ратфарнхэм (4 советника), Центральный округ Таллахта (6 советников) и Таллагт Юг (5 советников).
Части четырёх избирательных округов для выборов в Дайл Эйрин содержатся в границах округа. Это: Дублин на Среднем Западе, Дублин Юго-Запад, Дублин Юг. С 1885 по 1922 год значительная часть района нынешнего округа была охвачена историческим Вестминстерским округом Южный Дублин.

## История
Южный Дублин как отдельная единица был образован в 1994 г. в результате раздела исторического графства Дублин на четыре административных графства.